# Whitinsville (Massachusetts)
Whitinsville é um lugar designado pelo censo localizado no condado de Worcester no estado estadounidense de Massachusetts. No Censo de 2010 tinha uma população de 6.704 habitantes e uma densidade populacional de 641,81 pessoas por km².

## Geografia
Whitinsville encontra-se localizado nas coordenadas 42° 07′ 09″ N, 71° 40′ 19″ O. Segundo a Departamento do Censo dos Estados Unidos, Whitinsville tem uma superfície total de 10.45 km², da qual 9.44 km² correspondem a terra firme e (9.67%) 1.01 km² é água.

## Demografia
Segundo o censo de 2010, tinha 6.704 pessoas residindo em Whitinsville. A densidade populacional era de 641,81 hab./km². Dos 6.704 habitantes, Whitinsville estava composto pelo 95.18% brancos, o 0.81% eram afroamericanos, o 0.16% eram amerindios, o 1.1% eram asiáticos, o 0.01% eram insulares do Pacífico, o 1.01% eram de outras raças e o 1.72% pertenciam a duas ou mais raças. Do total da população o 3.76% eram hispanos ou latinos de qualquer raça.